# Xeronycteris vieirai
Xeronycteris vieirai' är en däggdjursart som beskrevs av de brasilianska zoologerna Renato Gregorin och A. D. Ditchfield, 2005. Arten är ensam i släktet Xeronycteris som ingår i fladdermusfamiljen bladnäsor.
Fram till 2008 var bara fem individer kända. IUCN listar Xeronycteris vieirai med kunskapsbrist (Data Deficient).
Arten är en medelstor medlem av underfamiljen Glossophaginae. Den har 35,4 till 38,1 mm långa underarmar. Tänderna är enklare uppbyggd än hos andra arter av underfamiljen. Xeronycteris vieirai har även en annan konstruktion av skallen.
Denna fladdermus äter pollen, nektar och troligen några insekter.

## Utbredning och habitat
Xeronycteris vieirai upptäcktes 2005 och är känd från tre lokaler i nordöstra Brasilien. Arten hittades i delstaten Minas Gerais. Den lever där i landskapet Caatinga som kännetecknas av tidvis uttorkade skogar, buskskogar och savanner. Troligen är arten viktig för växternas pollinering.